# Anthony Hopkins-filmográfia
Sir Philip Anthony Hopkins walesi színész, filmrendező és filmproducer.
Színészként az 1960-as évek óta aktív, az 1970-es évek végéig olyan filmekben tűnt fel, mint Az oroszlán télen (1968), a Hamlet (1969), A fiatal Churchill (1971), az Audrey Rose (1977) és A híd túl messze van (1977). 1980-tól főszerepeket kapott Az elefántember (1980) és az Egy ház Londonban (1987) filmdrámákban.
1991-ben ráosztották Dr. Hannibal Lecter szerepét A bárányok hallgatnak című lélektani horrorban, mellyel világhírű lett és elnyerte a legjobb férfi főszereplőnek járó Oscar- és BAFTA-díjakat. A szerepet a Hannibal (2001) és A vörös sárkány (2002) című folytatásokban is megismételte. Az 1990-es évek folyamán jelentősebb alakításai voltak még a Drakula (1992), a Chaplin (1992), a Napok romjai (1993), a Szenvedélyek viharában (1994), a Zorro álarca (1998) és a Ha eljön Joe Black (1998) című filmekben. Ebben az évtizedben a mozivásznon olyan híres személyeket formált meg, mint John Harvey Kellogg (Promenád a gyönyörbe, 1994), Richard Nixon (Nixon, 1995), Pablo Picasso (Túlélni Picassót, 1996) és John Quincy Adams (Amistad, 1997) – a Napok romjai, a Nixon és az Amistad újabb Oscar-jelöléseket hozott számára. 
A 2000-es évektől játszott A leggyorsabb Indian (2005), a Törés (2007), a Farkasember (2010) és A rítus (2011) című filmekben. 2011-ben a Marvel-moziuniverzum Thor című epizódjában alakította a címszereplő apját, Odint, melyet a Thor: Sötét világ (2013) és Thor: Ragnarök (2017) című folytatásokban is megismételt. A 2010-es években megformálhatta még a címszereplőt a Hitchcock (2012), valamint XVI. Benedek pápát A két pápa (2019) című életrajzi filmekben. A 2020-as Az apa férfi főszereplőjeként második Oscar-díját is átvehette.
Fontosabb televíziós szereplései voltak A királynő törvényszéke (1974), Az élet dicsérete (1975) és a Szép remények című műsorokban. 2015-ben Az öltöztető című BBC-tévéfilmben, 2016 és 2018 között a HBO Westworld című sorozatában játszott.
Leggyakoribb magyar szinkronhangjai Reviczky Gábor, Sinkó László és Fodor Tamás.

## Filmográfia

### Mozifilmek

#### Rendező és producer
| Év   | Magyar cím                     | Eredeti cím                  | Feladatkör | Feladatkör | Feladatkör | Megjegyzések    | Ref.  |
| Év   | Magyar cím                     | Eredeti cím                  | Rendező    | Producer   | Zeneszerző | Megjegyzések    | Ref.  |
| ---- | ------------------------------ | ---------------------------- | ---------- | ---------- | ---------- | --------------- | ----- |
| 1990 |                                | Dylan Thomas: Return Journey | Igen       | Nem        | Igen       |                 |       |
| 1996 | Augusztus                      | August                       | Igen       | Nem        | Igen       |                 |       |
| 2006 | Bobby Kennedy – A végzetes nap | Bobby                        | Nem        | Vezető     | Nem        |                 |       |
| 2007 | Tudathasadás                   | Slipstream                   | Igen       | Nem        | Nem        | forgatókönyvíró | [ 2 ] |
| 2015 | Gyilkos ösztön                 | Solace                       | Nem        | Vezető     | Nem        |                 |       |
| 2015 | Prédára várva                  | Blackway                     | Nem        | Igen       | Nem        |                 |       |
| 2020 |                                | Elyse                        | Nem        | Igen       | Igen       |                 |       |

#### Színész
| Év   | Magyar cím                           | Eredeti cím                            | Szerep                         | Magyar hang       | Rendező                   | Ref.   |
| ---- | ------------------------------------ | -------------------------------------- | ------------------------------ | ----------------- | ------------------------- | ------ |
| 1968 | Az oroszlán télen                    | The Lion in Winter                     | Richard                        | Tordy Géza        | Anthony Harvey            | [ 2 ]  |
| 1968 | Az oroszlán télen                    | The Lion in Winter                     | Richard                        | Kőszegi Ákos      | Anthony Harvey            | [ 2 ]  |
| 1969 | Hamlet                               | Hamlet                                 | Claudius                       |                   | Tony Richardson           | [ 3 ]  |
| 1970 | Tükörútvesztő                        | The Looking Glass War                  | John Avery                     | Csankó Zoltán     | Frank Pierson             | [ 4 ]  |
| 1971 | Az arany rabjai                      | When Eight Bells Toll                  | Philip Calvert                 | Dunai Tamás       | Étienne Périer            | [ 2 ]  |
| 1971 | Az arany rabjai                      | When Eight Bells Toll                  | Philip Calvert                 | Epres Attila      | Étienne Périer            | [ 2 ]  |
| 1971 | A fiatal Churchill                   | Young Winston                          | David Lloyd George             |                   | Richard Attenborough (1.) | [ 2 ]  |
| 1973 | Babaház                              | A Doll's House                         | Torvald Helmer                 | Végvári Tamás     | Patrick Garland           | [ 5 ]  |
| 1973 | Babaház                              | A Doll's House                         | Torvald Helmer                 | Kassai Károly     | Patrick Garland           | [ 5 ]  |
| 1974 | Lány a Petrovka utcából              | The Girl from Petrovka                 | Kostya                         | Rátóti Zoltán     | Robert Ellis Miller       | [ 2 ]  |
| 1974 | Pénzt vagy életet!                   | Juggernaut                             | John McCleod                   | Szersén Gyula     | Richard Lester            | [ 2 ]  |
| 1974 | Pénzt vagy életet!                   | Juggernaut                             | John McCleod                   | Máté Gábor        | Richard Lester            | [ 2 ]  |
| 1977 | A híd túl messze van                 | A Bridge Too Far                       | John D. Frost ezredes          | Haumann Péter     | Richard Attenborough (2.) | [ 2 ]  |
| 1977 | A híd túl messze van                 | A Bridge Too Far                       | John D. Frost ezredes          | Kőszegi Ákos      | Richard Attenborough (2.) | [ 2 ]  |
| 1977 | A híd túl messze van                 | A Bridge Too Far                       | John D. Frost ezredes          | Karsai István     | Richard Attenborough (2.) | [ 2 ]  |
| 1977 | Audrey Rose                          | Audrey Rose                            | Elliot Hoover                  |                   | Robert Wise               | [ 2 ]  |
| 1978 | A mágus – Rémisztő Love Story        | Magic                                  | Charles "Corky" Withers        | Sztarenki Pál     | Richard Attenborough (3.) | [ 2 ]  |
| 1978 | A mágus – Rémisztő Love Story        | Magic                                  | Charles "Corky" Withers        | Harsányi Gábor    | Richard Attenborough (3.) | [ 2 ]  |
| 1978 | A nagy vágta                         | International Velvet                   | Johnson kapitány               | Reviczky Gábor    | Bryan Forbes              | [ 2 ]  |
| 1980 | Az elefántember                      | The Elephant Man                       | Dr. Frederick Traves           | Balázsovits Lajos | David Lynch               | [ 2 ]  |
| 1980 | Az elefántember                      | The Elephant Man                       | Dr. Frederick Traves           | Szakácsi Sándor   | David Lynch               | [ 2 ]  |
| 1980 | Az elefántember                      | The Elephant Man                       | Dr. Frederick Traves           | Kulka János       | David Lynch               | [ 2 ]  |
| 1980 |                                      | A Change of Seasons                    | Adam Evans                     |                   | Richard Lang              | [ 2 ]  |
| 1984 | A Bounty                             | The Bounty                             | William Bligh hadnagy          | Szersén Gyula     | Roger Donaldson (1.)      |        |
| 1985 | A jó apa                             | The Good Father                        | Bill Hooper                    |                   | Mike Newell               |        |
| 1987 | Egy ház Londonban                    | 84 Charing Cross Road                  | Frank P. Doel                  | Végvári Tamás     | David Jones (1.)          | [ 2 ]  |
| 1987 | Egy ház Londonban                    | 84 Charing Cross Road                  | Frank P. Doel                  | Kertész Péter     | David Jones (1.)          | [ 2 ]  |
| 1988 |                                      | The Dawning                            | Angus "Cassuis" Barry őrnagy   |                   | Robert Knights            |        |
| 1989 | Kisvárosi komédia                    | A Chorus of Disapproval                | Dafydd Ap Llewelly             | Horkai János      | Michael Winner            |        |
| 1990 | A félelem órái                       | Desperate Hours                        | Tim Cornell                    | Szokolay Ottó     | Michael Cimino            | [ 2 ]  |
| 1990 | A félelem órái                       | Desperate Hours                        | Tim Cornell                    | Végvári Tamás     | Michael Cimino            | [ 2 ]  |
| 1990 | A félelem órái                       | Desperate Hours                        | Tim Cornell                    | Várkonyi András   | Michael Cimino            | [ 2 ]  |
| 1990 |                                      | Dylan Thomas: Return Journey           | felkonferáló                   |                   | Anthony Hopkins (1.)      |        |
| 1991 | A bárányok hallgatnak                | The Silence of the Lambs               | Dr. Hannibal Lecter            | Sinkó László      | Jonathan Demme            | [ 2 ]  |
| 1992 | Szabad préda                         | Freejack                               | Ian McCandless                 | Reviczky Gábor    | Geoff Murphy              | [ 2 ]  |
| 1992 | Mokaszin                             | Spotswood / The Efficiency Expert      | Erroll Wallace                 | Végvári Tamás     | Mark Joffe                | [ 6 ]  |
| 1992 | Mokaszin                             | Spotswood / The Efficiency Expert      | Erroll Wallace                 | Sinkó László      | Mark Joffe                | [ 6 ]  |
| 1992 | Szellem a házban                     | Howards End                            | Henry J. Wilcox                | Reviczky Gábor    | James Ivory (1.)          | [ 7 ]  |
| 1992 | Drakula                              | Bram Stoker's Dracula                  | Abraham Van Helsing professzor | Kristóf Tibor     | Francis Ford Coppola      | [ 2 ]  |
| 1992 | Chaplin                              | Chaplin                                | George Hayden                  | Dobránszky Zoltán | Richard Attenborough (4.) | [ 2 ]  |
| 1993 | A per                                | The Trial                              | Pap                            | Sinkó László      | David Jones (2.)          | [ 8 ]  |
| 1993 | Az ártatlan                          | The Innocent                           | Bob Glass                      | Reviczky Gábor    | John Schlesinger          | [ 9 ]  |
| 1993 | Az ártatlan                          | The Innocent                           | Bob Glass                      | Forgács Gábor     | John Schlesinger          | [ 9 ]  |
| 1993 | Napok romjai                         | The Remains of the Day                 | James Stevens                  | Reviczky Gábor    | James Ivory (2.)          | [ 2 ]  |
| 1993 | Árnyékország                         | Shadowlands                            | C.S. "Jack" Lewis              | Szersén Gyula     | Richard Attenborough (5.) | [ 2 ]  |
| 1994 | Promenád a gyönyörbe                 | The Road to Wellville                  | Dr. John Harvey Kellogg        | Reviczky Gábor    | Alan Parker               | [ 2 ]  |
| 1994 | Szenvedélyek viharában               | Legends of the Fall                    | William Ludlow ezredes         | Sinkó László      | Edward Zwick              | [ 2 ]  |
| 1994 | Szenvedélyek viharában               | Legends of the Fall                    | William Ludlow ezredes         | Reviczky Gábor    | Edward Zwick              | [ 2 ]  |
| 1995 | Nixon                                | Nixon                                  | Richard M. Nixon               | Sinkó László      | Oliver Stone (1.)         | [ 2 ]  |
| 1996 | Augusztus                            | August                                 | Leuan Davies                   | Sinkó László      | Anthony Hopkins (2.)      |        |
| 1996 | Túlélni Picassót                     | Surviving Picasso                      | Pablo Picasso                  | Sinkó László      | James Ivory (3.)          | [ 2 ]  |
| 1997 | A vadon foglyai                      | The Edge                               | Charles Morse                  | Sinkó László      | Lee Tamahori              | [ 2 ]  |
| 1997 | Amistad                              | Amistad                                | John Quincy Adams              | Fodor Tamás       | Steven Spielberg          | [ 2 ]  |
| 1998 | Zorro álarca                         | The Mask of Zorro                      | Don Diego de la Vega/ Zorró    | Sinkó László      | Martin Campbell           | [ 2 ]  |
| 1998 | Ha eljön Joe Black                   | Meet Joe Black                         | William Parrish                | Sinkovits Imre    | Martin Brest              | [ 2 ]  |
| 1999 | Ösztön                               | Instinct                               | Dr. Ethan Powell               | Sinkó László      | Jon Turteltaub            | [ 2 ]  |
| 1999 |                                      | Siegfried & Roy: The Magic Box         | narrátor                       |                   | Brett Leonard             | [ 2 ]  |
| 1999 | Titusz                               | Titus                                  | Titus Andronicus               | Sinkó László      | Julie Taymor              | [ 2 ]  |
| 2000 | Mission: Impossible 2.               | Mission: Impossible 2                  | Swanbeck parancsnok (cameo)    | Végvári Tamás     | John Woo                  | [ 10 ] |
| 2000 | A Grincs                             | How the Grinch Stole Christmas         | narrátor (hangja)              | Rajhona Ádám      | Ron Howard                | [ 11 ] |
| 2001 | Hannibal                             | Hannibal                               | Dr. Hannibal Lecter            | Sinkó László      | Ridley Scott              | [ 2 ]  |
| 2001 | Atlantisz gyermekei                  | Hearts in Atlantis                     | Ted Brautigen                  | Sinkó László      | Scott Hicks               | [ 2 ]  |
| 2002 | Rossz társaság                       | Bad Company                            | Oakes rendőrtiszt              | Reviczky Gábor    | Joel Schumacher           | [ 2 ]  |
| 2002 | A vörös sárkány                      | Red Dragon                             | Dr. Hannibal Lecter            | Sinkó László      | Brett Ratner              | [ 2 ]  |
| 2003 | Szégyenfolt                          | The Human Stain                        | Coleman Silk                   | Sinkó László      | Robert Benton             | [ 2 ]  |
| 2004 | Nagy Sándor, a hódító                | Alexander                              | I. Ptolemaiosz                 | Sinkó László      | Oliver Stone (2.)         | [ 12 ] |
| 2005 | Bizonyítás                           | Proof                                  | Robert                         | Reviczky Gábor    | John Madden               | [ 2 ]  |
| 2005 | A leggyorsabb Indian                 | The World's Fastest Indian             | Burt Munroe                    | Makay Sándor      | Roger Donaldson (2.)      | [ 2 ]  |
| 2006 | Bobby                                | Bobby                                  | John Casey                     | Reviczky Gábor    | Emilio Estevez            | [ 13 ] |
| 2006 | A király összes embere               | All the King's Men                     | Irwin bíró                     | Reviczky Gábor    | Steven Zaillian           | [ 14 ] |
| 2007 | Ördögi út a boldogsághoz             | Shortcut to Happiness                  | Daniel Webster                 | Végvári Tamás     | Alec Baldwin              | [ 15 ] |
| 2007 | Tudathasadás                         | Slipstream                             | Felix Bonhoeffer               | Reviczky Gábor    | Anthony Hopkins (3.)      | [ 2 ]  |
| 2007 | Törés                                | Fracture                               | Ted Crawford                   | Fodor Tamás       | Gregory Hoblit            | [ 2 ]  |
| 2007 | Beowulf – Legendák lovagja           | Beowulf                                | Hrothgar király                | Reviczky Gábor    | Robert Zemeckis           | [ 2 ]  |
| 2009 | Az otthon túl messze van             | The City of Your Final Destination     | Adam Gund                      | Szersén Gyula     | James Ivory (4.)          | [ 2 ]  |
| 2010 | Farkasember                          | The Wolfman                            | Sir John Talbot                | Reviczky Gábor    | Joe Johnston              | [ 2 ]  |
| 2010 | Férfit látok álmaidban               | You Will Meet a Tall Dark Stranger     | Alfie Shebritch                | Reviczky Gábor    | Woody Allen               | [ 2 ]  |
| 2011 | A rítus                              | The Rite                               | Lucas atya                     | Tordy Géza        | Mikael Håfström           | [ 2 ]  |
| 2011 | Thor                                 | Thor                                   | Odin                           | Tordy Géza        | Kenneth Branagh           | [ 16 ] |
| 2011 | 360                                  | 360                                    | John                           |                   | Fernando Meirelles (1.)   | [ 17 ] |
| 2012 | Hitchcock                            | Hitchcock                              | Alfred Hitchcock               | Harsányi Gábor    | Sacha Gervasi             | [ 2 ]  |
| 2013 | RED 2.                               | RED 2                                  | Edward Bailey                  | Fodor Tamás       | Dean Parisot              | [ 2 ]  |
| 2013 | Thor: Sötét világ                    | Thor: The Dark World                   | Odin                           | Tordy Géza        | Alan Taylor               | [ 16 ] |
| 2014 | Noé                                  | Noah                                   | Matuzsálem                     | Harsányi Gábor    | Darren Aronofsky          | [ 2 ]  |
| 2015 | A Heineken emberrablás               | Kidnapping Freddy Heineken             | Freddy Heineken                | Csuha Lajos       | Daniel Alfredsson (1.)    | [ 18 ] |
| 2015 | Gyilkos ösztön                       | Solace                                 | John Clancy                    | Reviczky Gábor    | Afonso Poyart             | [ 19 ] |
| 2015 | Prédára várva                        | Blackway / Go with Me                  | Lester                         | Reviczky Gábor    | Daniel Alfredsson (2.)    | [ 20 ] |
| 2016 | A megtévesztésen túl                 | Misconduct                             | Denning                        | Reviczky Gábor    | Shintaro Shimosawa        | [ 21 ] |
| 2016 | Ütközés                              | Collide                                | Hagen Kahl                     | Fodor Tamás       | Eran Creevy               | [ 22 ] |
| 2017 | Transformers: Az utolsó lovag        | Transformers: The Last Knight          | Sir Edmund Burton              | Fodor Tamás       | Michael Bay               | [ 2 ]  |
| 2017 | Thor: Ragnarök                       | Thor: Ragnarok                         | Odin                           | Fodor Tamás       | Taika Waititi             | [ 16 ] |
| 2019 | A két pápa                           | The Two Popes                          | XVI. Benedek pápa              | Szersén Gyula     | Fernando Meirelles (2.)   | [ 23 ] |
| 2019 |                                      | Now Is Everything                      | Thomas                         |                   | Valentina De Amicis (1.)  | [ 24 ] |
| 2019 | Riccardo Spinotti (1.)               | Now Is Everything                      | Thomas                         |                   |                           | [ 24 ] |
| 2020 | Az apa                               | The Father                             | Anthony                        | Fodor Tamás       | Florian Zeller (1.)       | [ 25 ] |
| 2020 | Elyse                                | Elyse                                  | Dr. Philip Lewis               | Fodor Tamás       | Stella Hopkins            | [ 26 ] |
| 2021 |                                      | The Virtuoso                           | a mentor                       |                   | Nick Stagliano            | [ 27 ] |
| 2021 |                                      | Where Are You                          | Thomas                         |                   | Valentina De Amicis (2.)  | [ 28 ] |
| 2021 | Riccardo Spinotti (2.)               | Where Are You                          | Thomas                         |                   |                           | [ 28 ] |
| 2021 |                                      | Zero Contact                           | Finley Hart                    |                   | Rick Dugdale              | [ 29 ] |
| 2022 | A végítélet ideje                    | Armageddon Time                        | Aaron Graff                    | Fodor Tamás       | James Gray                |        |
| 2022 | A fiú sorsa                          | The Son                                | Anthony                        | Fodor Tamás       | Florian Zeller (2.)       |        |
| 2023 | Egy élet                             | One Life                               | Nicholas Winton                |                   | James Hawes               |        |
| 2023 | Freud: Az utolsó pszichoanalízis     | Freud's Last Session                   | Sigmund Freud                  | Fodor Tamás       | Matt Brown                |        |
| 2023 | Rebel Moon – 1. rész: A tűz gyermeke | Rebel Moon – Part One: A Child of Fire | Jimmy (hangja)                 | Fodor Tamás       | Zack Snyder (1.)          |        |
| 2024 | Rebel Moon – 2. rész: A sebejtő      | Rebel Moon – Part Two: The Scargiver   | Jimmy (hangja)                 | Fodor Tamás       | Zack Snyder (2.)          |        |
| 2024 | Mária                                | Mary                                   | Nagy Heródes                   | Fodor Tamás       | D. J. Caruso              |        |
| 2025 |                                      | Locked                                 | William                        |                   | David Yarovesky           |        |

### Dokumentum- és rövidfilmek

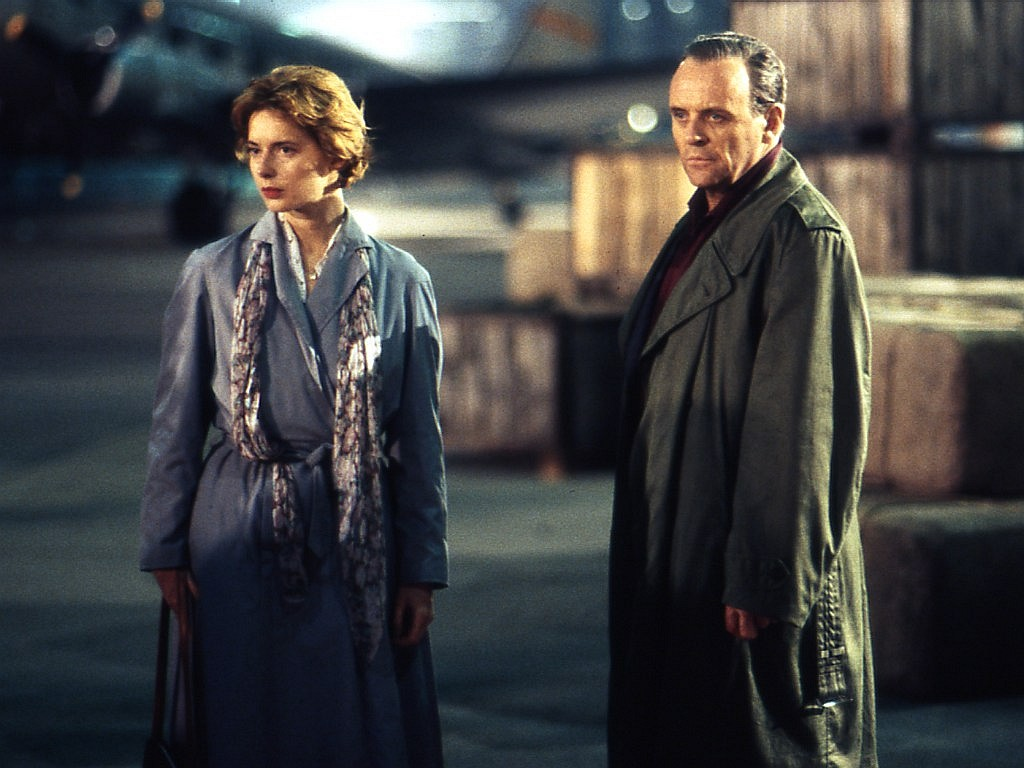
Isabella Rossellinivel Az ártatlan című film forgatásán (1992)

| Év   | Magyar cím       | Eredeti cím                             | Szerep            | Megjegyzések   | Ref.   |
| ---- | ---------------- | --------------------------------------- | ----------------- | -------------- | ------ |
| 1967 | A fehér autóbusz | The White Bus                           | Brechtian         | rövidfilm      | [ 30 ] |
| 2008 |                  | Where I Stand: The Hank Greenspun Story | narrátor          | dokumentumfilm | [ 31 ] |
| 2008 |                  | Immutable Dream of Snow Lion            | ismeretlen szerep | rövidfilm      |        |
| 2010 |                  | The Third Rule                          | Fabian Hogarth    | rövidfilm      |        |

### Televízió

#### Tévéfilm
| Év   | Magyar cím                                 | Eredeti cím                        | Szerep                     | Magyar hang     |
| ---- | ------------------------------------------ | ---------------------------------- | -------------------------- | --------------- |
| 1967 |                                            | A Flea in Her Ear                  | Etienne Plucheux           |                 |
| 1970 |                                            | The Great Inimitable Mr. Dickens   | Charles Dickens            |                 |
| 1970 |                                            | Danton                             | Georges Jacques Danton     |                 |
| 1972 |                                            | Poet Game                          | Hugh Sanders               |                 |
| 1974 |                                            | Possessions                        | Dando                      |                 |
| 1975 | Az élet dicsérete                          | All Creatures Great and Small      | Siegfried Farnon           | Sinkó László    |
| 1975 | Az élet dicsérete                          | All Creatures Great and Small      | Siegfried Farnon           | Hegedűs D. Géza |
| 1975 | Az élet dicsérete                          | All Creatures Great and Small      | Siegfried Farnon           | Kautzky Armand  |
| 1976 |                                            | Dark Victory                       | Dr. Michael Grant          |                 |
| 1976 | A Lindbergh-bébi ügye                      | The Lindbergh Kidnapping Case      | Bruno Hauptmann            |                 |
| 1976 | Győzelem Entebbénél                        | Victory at Entebbe                 | Jichák Rabin               | Csernák János   |
| 1979 |                                            | Mayflower: The Pilgrims' Adventure | Christopher Jones kapitány |                 |
| 1981 | A bunker                                   | The Bunker                         | Adolf Hitler               | Fodor Tamás     |
| 1981 |                                            | Peter and Paul                     | Pál apostol                |                 |
| 1981 | Othello                                    | Othello                            | Othello                    | Szersén Gyula   |
| 1982 | A Notre Dame-i toronyőr                    | The Hunchback of Notre Dame        | Quasimodo                  | Csankó Zoltán   |
| 1984 | A diadalív árnyékában                      | Arch of Triumph                    | Dr. Ravic                  | Kőszegi Ákos    |
| 1985 | A gyilkos bennem van                       | Guilty Conscience                  | Arthur Jamison             | Szersén Gyula   |
| 1985 | Mussolini és én, Galeazzo Ciano            | Mussolini and I                    | Galeazzo Ciano             |                 |
| 1988 |                                            | Across the Lake                    | Donald Campbell            |                 |
| 1988 | A tizedik                                  | The Tenth Man                      | Jean Louis Chavel          | Sinkó László    |
| 1988 | A tizedik                                  | The Tenth Man                      | Jean Louis Chavel          | Csuja Imre      |
| 1988 | A tizedik                                  | The Tenth Man                      | Jean Louis Chavel          | Mihályi Győző   |
| 1991 | Egyszemélyes háború                        | One Man's War                      | Joel Filártiga             | Szokolay Ottó   |
| 1991 | Barbara Taylor Bradford: A legkülönb unoka | To Be the Best                     | Jack Figg                  | Kertész Péter   |
| 1991 | Barbara Taylor Bradford: A legkülönb unoka | To Be the Best                     | Jack Figg                  | Reviczky Gábor  |
| 2015 | Az öltöztető                               | The Dresser                        | Sir                        | Fodor Tamás     |
| 2018 | Lear király                                | King Lear                          | Lear király                |                 |

#### Sorozat
| Év        | Magyar cím              | Eredeti cím            | Szerep                          | Megjegyzések                                              | Ref.   |
| --------- | ----------------------- | ---------------------- | ------------------------------- | --------------------------------------------------------- | ------ |
| 1965      |                         | The Man in Room 17     | Dr. Harding                     | 1 epizód                                                  |        |
| 1969      |                         | Department S           | Greg Halliday                   | 1 epizód                                                  |        |
| 1969      |                         | ITV Sunday Night Drama | Arnold                          | 1 epizód                                                  |        |
| 1970      |                         | Play of the Month      | Astrov                          | 1 epizód                                                  |        |
| 1970–1974 |                         | Play for Today         | Bob / Alexander Tashkov         | 2 epizód                                                  |        |
| 1971      |                         | Great Performances     | Theo Gunge                      | 1 epizód                                                  |        |
| 1972–1973 | Háború és béke          | War and Peace          | Pierre Bezuhov                  | 17 epizód                                                 |        |
| 1973      |                         | The Edwardians         | David Lloyd George              | minisorozat (1 epizód)                                    |        |
| 1973      |                         | Black and Blue         | Tony Hopkins                    | 1 epizód                                                  |        |
| 1974      | A királynő törvényszéke | QB VII                 | Dr. Adam Kelno                  | - minisorozat (3 epizód) - magyar hangja: - Csankó Zoltán |        |
| 1983      |                         | A Married Man          | John Strickland                 | 4 epizód                                                  |        |
| 1984      |                         | Strangers and Brothers | Roger Quaife                    | 2 epizód                                                  |        |
| 1985      |                         | Hollywood Wives        | Neil Gray                       | minisorozat (3 epizód)                                    |        |
| 1987–1993 |                         | Screen Two             | Guy Burgess / ismeretlen szerep | 2 epizód                                                  |        |
| 1989      | Szép remények           | Great Expectations     | Abel Magwitch                   | minisorozat (4 epizód)                                    |        |
| 2007      |                         | American Masters       | narrátor                        | 1 epizód                                                  |        |
| 2016–2018 | Westworld               | Westworld              | Dr. Robert Ford                 | - 17 epizód - magyar hangja: - Tordy Géza                 | [ 16 ] |
| 2021      |                         | Mythic Quest           | narrátor (hangja)               | 1 epizód                                                  | [ 16 ] |

## Fordítás
- Ez a szócikk részben vagy egészben  a   List of Anthony Hopkins performances című angol Wikipédia-szócikk fordításán alapul.  Az eredeti cikk szerkesztőit annak laptörténete sorolja fel. Ez a jelzés csupán a megfogalmazás eredetét és a szerzői jogokat jelzi, nem szolgál a cikkben szereplő információk forrásmegjelöléseként.
- Ez a szócikk részben vagy egészben  a   List of awards and nominations received by Anthony Hopkins című angol Wikipédia-szócikk fordításán alapul.  Az eredeti cikk szerkesztőit annak laptörténete sorolja fel. Ez a jelzés csupán a megfogalmazás eredetét és a szerzői jogokat jelzi, nem szolgál a cikkben szereplő információk forrásmegjelöléseként.